# Gareth Gates
Gareth Paul Gates es un cantante británico nacido en Bradford, West Yorkshire (Inglaterra) el 12 de julio de 1984. Ganó la fama internacional tras convertirse en el segundo ganador del concurso Pop Idol, televisado por la ITV1 británica.

## Biografía
Nació en el Hospital San Lucas de Bradford con un problema de tartamudez.
Canta desde los doce años, y se ha presentado a varios concursos, llegando siempre a las finales. Con ocho años se presentó para un papel secundario de un musical de su colegio, pero tras escucharle le dieron el papel principal. Su madre, Wendy Gates, nunca le había oído cantar y cuando lo oyó se emocionó muchísimo.
Su padre, Paul Gates, tenía un trabajo muy bueno al que renunció porque le quitaba mucho tiempo para estar con su familia. Su madre se dedicaba a cuidar a niños con discapacidades físicas.
Gareth tiene tres hermanas pequeñas: Nicole, Jessica y Charlotte. Con Nicole sólo se lleva diez meses y es con la que mejor se lleva.
Empezó a ir a clases de canto y aprendió a tocar la guitarra y el piano. Ingresó en el coro de la Catedral de Bradford y a los 12 años le cantó a la Reina Madre de Inglaterra.

## Vida personal
Gareth estuvo casado con la bailarina y modelo Suzzane Mole, con quien mantuvo una relación de más de seis años. Contrajeron matrimonio el 17 de julio de 2008 en una ceremonia privada en Belvoir Castle, Leicestershire, en una ceremonia privada para amigos y familia. Se divorciaron en 2012.
La pareja anunció que esperaban su primera hija el 12 de abril. Suzanne dio a luz a la primera hija de ambos la mañana del 6 de abril de 2009, con el nombre de Missy y pesando poco más de tres kilos.
El cantante siempre dijo que sus padres eran ambos muy jóvenes cuando lo tuvieron a él y que estaba deseando empezar una gran familia.

## Carrera
Con solo 17 años, se presentó al casting de Pop Idol y nada más escucharle lo aceptaron para que formara parte de los concursantes. Era el más joven y uno de los favoritos del jurado y del público. Cuando interpretó la canción Flying Without Wings se ganó al público de toda Inglaterra.
Al quedar segundo en el programa, Gareth sacó al mercado su primer CD, What My Heart Wants To Say, del que vendió 1.000.000 de copias solamente en Inglaterra, teniendo el récord mundial de discos vendidos en menos de una semana por un artista menor de 18 años en dicho país.
En España vendió 48.000 copias, en África 140.000, en China consiguió en tripe platino (60.000 copias), En Indonesia consiguió el platino (50.000 copias) y en Noruega el Oro (40.000 copias).
Su primer sencillo, Unchained Melody, estuvo 255 días desde el 24 de marzo de 2002 sin bajar un puesto en las listas de ventas. Otro récord a su lista, siendo menor de edad, fue Anyone Of Us (Stupid Mistake), del que vendió 570.000 copias, otro de sus números uno y What My Heart Wants To Say fue su tercer sencillo más escuchado. De esta canción se ofrece un dúo con Chenoa en el disco de ésta, titulado "Soy mujer".
Interpretó la canción Suspicions Minds, de Elvis Presley, para la banda sonora de la película animada de Disney Lilo & Stitch. También participó en una película de la banda musical Sclub 7.
Ha participado en el disco del musical Grease y en una canción con Will Young, titulada "The long and winding road", su compañero de Pop Idol y primer ganador del concurso. Participó también con The Kumars en una canción titulada "Spirit in the sky", resultando todo un éxito encaramándose al número 1 durante dos semanas consecutivas, vendiendo 550.000 copias.
De su segundo disco, Go your own way, Gareth vendió 650.000 copias en Inglaterra y 38.000 en España, y en Asia, África, donde consiguió el Oro (25.000 copias) y Sur América se dio a conocer vendiendo miles de copias, cosechando un nuevo éxito.
Otros de sus singles son Sunshine y Say it isn't so que también tuvieron gran repercusión, entrando en los puestos 3 y 4, respectivamente. Estos últimos singles pertenecientes al disco Go your own way que entró en al número 11 de las listas de ventas, consiguiendo el disco de platino. Tuvo gran éxito en algunos países de Europa y Asia.
Ganó el MTV music award de Asia al Mejor Artista Internacional Masculino en 2003.
Otras canciones de este artista son:
- Just say yes.
- Walk on by.
- Foolish.
- Freak my baby.
- Forever blue.
- Soul Affection.
- Go your own way.
- Talking minds.
- Enough of me.
- Skeletons.
- Too serious, too soon.
- Drive.

Entre otras. Algunas de ellas son versiones de otros artistas. Como curiosidad mencionar que el disco Pictures or the other side es el CD de Gareth Gates que menos versiones contiene.

## Discos vendidos
What my heart wants to say
Posiciones en las listas de ventas de los siguientes países.
- China: #1
- Corea del Sur: #1
- Indonesia: #1
- Holanda: #1
- Sudáfrica: #1
- Reino Unido: #2
- Irlanda: #2
- Malasia: #3
- Singapur: #3
- Argentina: #4
- Chile: #4
- Brasil: #5
- Japón: #7
- Noruega: #8
- México: #9
- España: #10
- Francia: #14
- Alemania: #18
- Austria: #52
- Suecia: #52
- Suiza: #84
- Estados Unidos: #116
- Canadá: #120

No hay datos del disco "Go your own way".
Pictures Of The Other Side
- Reino Unido: #23

Ha sido "Número uno" en los siguientes países
- Irlanda.
- Tailandia.
- Corea del Sur.
- Sudáfrica.
- China.
- Hong Kong (China).
- Países Bajos.
- Malasia.
- Noruega.
- Singapur.
- Macedonia del Norte.

## Carrera reciente
Gareth Gates ha publicado en 2007 su nuevo disco titulado Pictures of the other side. Su primer sencillo fue Changes que fue publicado el 9 de abril de 2007 entrando directamente al número 14 de las listas de los más vendidos.
Su segundo sencillo fue Angel on My Shoulder, publicado el 18 de junio de 2007 entrado directamente al núemero 22 de las listas de los más vendidos. Ambos singles tuvieron una buena recepción crítica.
El álbum Pictures of the other side no corrió la misma suerte que sus dos únicos singles, ya que en el momento de su publicación, el 25 de junio de 2007, entró en el número 23 de las listas de los más vendidos, para la semana siguiente caer estrepitosamente hasta el número 66.
Otras de las canciones del disco "Pictures of the other side" son:
- Lost in you.
- Talking minds.
- Can't believe is over.
- 19 minutes.
- New kid in town.
- Afterglow.
- Pictures of the other side.
- Drive.

Recientemente ha participado en el concurso de televisión Dancing on Ice en el que ha quedado en cuarto lugar, perdiendo una plaza en la final, estando a tan sólo una semana de distancia. Su compañera de baile fue María Filippov.
Inició una gira por todo UK en mayo de 2008. Dancing on Ice: The Tour.
El día 4 de julio participó en la gala A Spoonful of Stiles and Drewe promocionando canciones de un nuevo musical producido por Geoge Stiles y Anthony Drewe llamado Soho Cinders.
En julio también participó en un partido benéfico llamado Soccer Aid jugando para el equipo de Inglaterra y acompañado de famosos de la talla de Craig David y Danny Jones de McFly.
Estas pasadas Navidades mantuvieron a Gareth ocupado con la pantomima de Cinderella en la que tomó parte. Esta obra tuvo lugar en el Wimbledon Theatre, donde interpretó el papel de Príncipe Encantador.
El pasado 9 de febrero hizo su debut oficial en el musical Joseph and The Amazing Technicolor Dreamcoat del West End, representando el papel principal, Joseph. Su actuación en el show ha recibido ya muy buenas críticas. Gareth ha firmado para estar en el exitoso musical hasta el 17 de julio, aunque quizás decida quedarse más tiempo.
Se desconoce si Gareth Gates volverá a publicar un disco. Su contrato con la discográfica, 19 recordings, sigue pero debido al escaso éxito del último álbum no se sabe aún que ocurrirá con la carrera de este, según algunos, prometedor cantante británico.
De momento, Gareth ha dicho en diversas entrevistas que no tiene planes de sacar otro álbum por ahora. El cantante afirma que desea quedarse unos años más en el West End.